# Chinatown (musikalbum av Thin Lizzy)
Chinatown är det tionde studioalbumet av det irländska rockbandet Thin Lizzy, släppt 1980. Gitarristen Gary Moore lämnade bandet innan inspelningarna av "Chinatown". Han ersattes av Snowy White.

## Låtlista
Samtliga låtar av Phil Lynott, om inte annat anges.
1. "We Will Be Strong" - 5:11
2. "Chinatown" (Downey, Gorham, Lynott, White) - 4:43
3. "Sweetheart" - 3:29
4. "Sugar Blues" (Downey, Gorham, Lynott, White) - 4:22
5. "Killer on the Loose" - 3:55
6. "Having A Good Time" (Lynott, White) - 4:38
7. "Genocide (The Killing of the Buffalo)" - 5:06
8. "Didn't I" - 4:28
9. "Hey You" (Downey, Lynott) - 5:09

## Medverkande
- Scott Gorham - gitarr, kör
- Phil Lynott - elbas, sång, keyboard
- Snowy White - gitarr, kör
- Brian Downey - trummor, slagverk

### Övriga medverkande
- Midge Ure - orgel
- Darren Wharton - keyboard, kör
- Tom Hinckley - elpiano